# Zygmunt Lewakowski
Zygmunt Lewakowski (ur. 15 listopada 1865 w Snopkowie, zm. 5 marca 1941 w Krakowie) – polski przemysłowiec, polityk i senator.

## Życiorys
Był synem ziemianina Władysława (1840–1880) i Zofii Longchamps de Bérier. Po śmierci ojca matka sprzedała majątek i przeniosła się do Lwowa, gdzie Zygmunt ukończył gimnazjum i studiował prawo na Uniwersytecie Lwowskim. Opiekunem prawnym Zygmunta został stryj Karol Lewakowski, który powierzył mu kierowanie kopalnią w Słobodzie Runguskiej, a później w Iwoniczu. Członek honorowy Towarzystwa Muzeum Narodowego Polskiego w Rapperswilu od 1896. W 1904 w Borysławiu założył pierwsze galicyjskie przedsiębiorstwo do transportu ropy naftowej Petrolea.
Po wycofaniu się z przemysłu naftowego i kupieniu majątku ziemskiego nawiązał współpracę z ruchem ludowym. W 1908 został członkiem prezydium Rady Naczelnej Polskiego Stronnictwa Ludowego oraz posłem na Sejm Krajowy Galicji IX kadencji z IV kurii okręgu Stary Sambor. W Sejmie pracował w komisjach drogowej, górniczej i przemysłowej. Był jednym z założycieli Ludowego Towarzystwa Ubezpieczeń od Ognia Wisła w Krakowie. W czasie rozłamu w PSL opowiedział się po stronie PSL-Lewicy, na tym jednak jego działalność w ruchu ludowym się zakończyła.
Od 1907 wchodził w skład zarządu Krajowego Towarzystwa Naftowego we Lwowie, był wicedyrektorem Izby Pracodawców w Borysławiu, należał do współzałożycieli Resursy Krakowskiej.
Po wybuchu I wojny światowej walczył jako oficer 2 pułku ułanów austriackich. W 1918 wraz z synami Karolem, Jakubem (1898–1980), Ignacym (zamordowany w 1942 w KL Auschwitz) wziął udział w polsko-ukraińskich walkach o Lwów, za co został odznaczony Krzyżem Obrony Miasta Lwowa i Medalem Orląt.
W 1919 został prezesem Polskiego Banku Przemysłowego w Krakowie. W 1922 został wybrany senatorem z województwa stanisławowskiego z list Chrześcijańskiego Związku Jedności Narodowej. W Senacie wchodził w skład komisji skarbowo-budżetowej. 5 października 1924 zrzekł się mandatu senatora i powoli zaczął się wycofywać z życia publicznego. Na ostateczne wycofanie się przez niego z życia publicznego miał wpływ krach bankowy w 1929 w USA, który spowodował poważne zachwianie się Polskiego Banku Przemysłowego. Zrezygnował z prezesury i zamieszkał u syna Karola (1895–1976) w Zakrzowie poświęcając się pasji kolekcjonowania starej broni, dywanów i rzeźb, zwłaszcza religijnych.

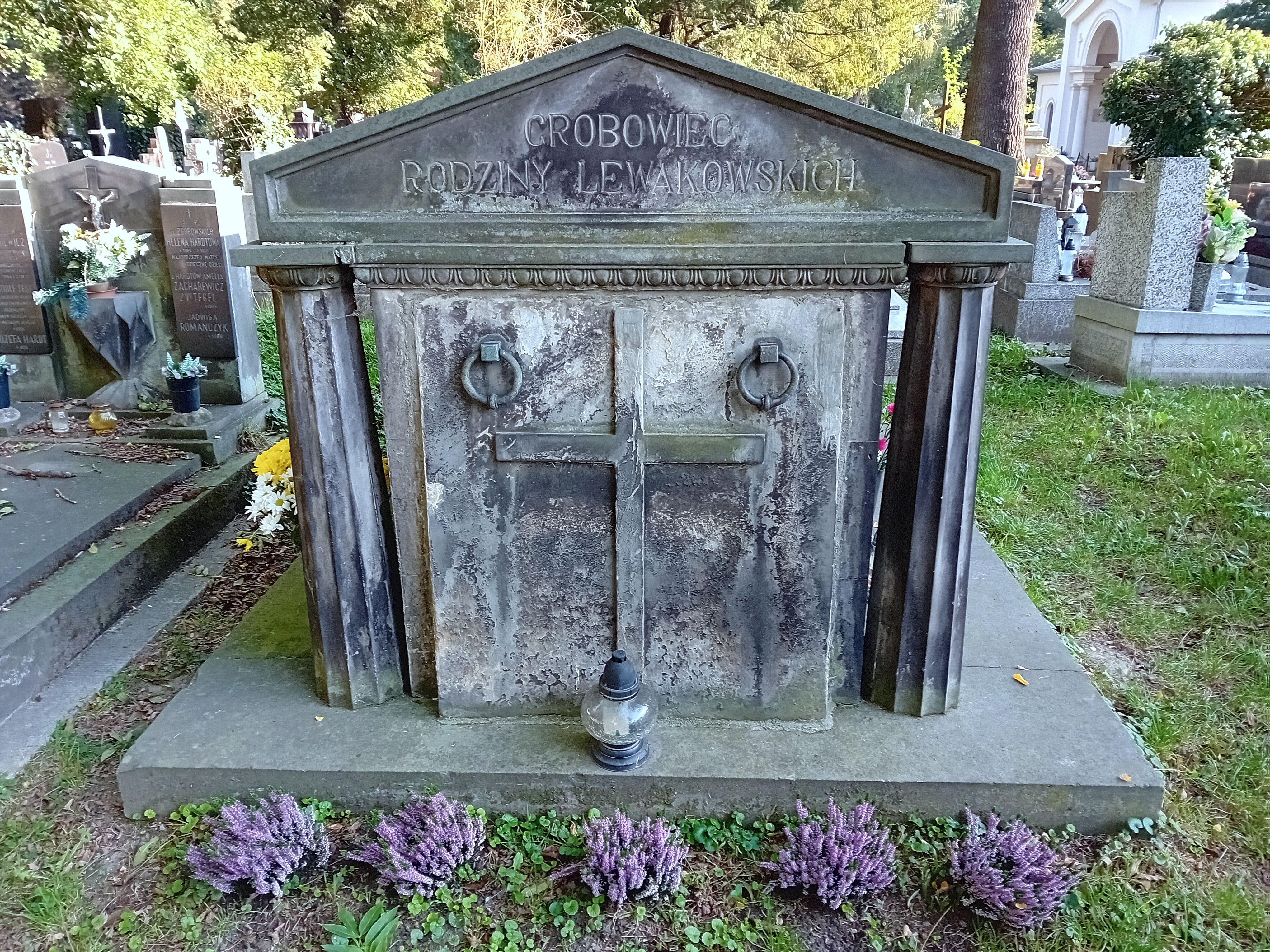
Grobowiec Lewakowskich

Zmarł w Krakowie i pochowany został w grobowcu rodzinnym na tamtejszym cmentarzu Rakowickim (kwatera HE-płd-7). Był żonaty z Emilią Martą z domu Kobylańską (1876-1935). Mieli dzieci: Karola Zygmunta (1895-1976), Oktawię Marię (ur. 1896), Jakuba Zygmunta (ur. 1898).

## Ordery i odznaczenia
- Krzyż Komandorski z Gwiazdą Orderu Odrodzenia Polski
- Krzyż Komandorski Orderu Odrodzenia Polski (9 listopada 1931)[6]